# Golpe de Estado en Paraguay de 1912
El golpe de Estado de 1912 fue una sublevación militar dirigida por una facción opositora del gobierno del presidente Liberato Marcial Rojas durante una época de tenso ambiente político en Paraguay. El golpe tuvo inicio el 14 de enero y como consecuencia logró la renuncia del presidente; poco después se formó una Junta de Gobierno de tres miembros, lideradas por Alfredo Aponte, Mario Uscher y Marcos Caballero Codas. El gobierno establecido tuvo una efímera existencia, pues el 17 de enero se inició un contragolpe que desalojó a la Junta y como resultado fue repuesto en el poder Liberato Marcial Rojas.